# Wilhelm zu Stolberg-Roßla
Graf Johann Wilhelm Christoph zu Stolberg-Roßla (* 11. Juli 1748 in Roßla; † 6. Februar 1826 ebenda) war Regent der unter kursächsischer Oberhoheit stehenden Grafschaft Stolberg-Roßla.

## Leben
Graf Wilhelm zu Stolberg-Roßla war der zweitälteste Sohn des regierenden Grafen Friedrich Botho zu Stolberg-Roßla. Er war der erste Graf, der nach mehreren Jahrhunderten Distanz wieder in kursächsische Hofdienste trat, in dem er 1769 Kammerherr in Dresden und im darauffolgenden Jahr kursächsischer Hof- und Justizrat wurde. Bis 1778 weilte Graf Wilhelm am sächsischen Hof und nahm sich dort den regierenden jungen Kurfürsten Friedrich August III. zum Vorbild, ein Herrscher von unerschütterlicher Rechtlichkeit, ungeheuchelter Religiosität und aufrichtiger Liebe für sein Volk, der seinen Pflichten mit pünktlichster Ordnung gewissenhaft nachzukommen suchte. Wilhelm erlebte, wie 1768 nach dem Tod seines Vaters Friedrich Botho sein älterer Bruder Friedrich die Regierung in den stark verschuldeten gräflichen Besitzungen übernahm und dieses Amt wenig gewissenhaft ausübte. Wilhelm befürchtete eine Sequestration der Grafschaft und übergab seinem Bruder 1775 eine Denkschrift, in der er ihm Mittel und Wege zeigte, um die Finanzkrise erfolgreich zu bewältigen. Seine Unterstützungsbemühungen blieben jedoch erfolglos.
Zuerst geriet 1777 die benachbarte Grafschaft Stolberg-Stolberg in Konkurs. Dort war Graf Christoph Ludwig II. 1761 gestorben, der für seine Linie erreicht hatte, dass ihnen 1755 ein Viertel des früheren stolbergischen Anteils an den Rochefortischen Graf- und Herrschaften in einem Vergleich mit dem Fürstenhaus Löwenstein-Wertheim zugesprochen worden war. Mitten in dem auch die stolbergischen Grafschaften schwer belastenden Siebenjährigen Krieg übernahm dessen Sohn Carl Ludwig die Regierung in Stolberg. Während seiner 50-jährigen Regierungszeit kämpfte dieser vergeblich darum, die durch die Aus- und Nachwirkungen des Krieges stark beeinträchtigte Vermögenslage wieder zu stabilisieren. Er provozierte die Eröffnung des Konkurses über die Grafschaft Stolberg, zu dem es 1777 kam.
Um eine Sequestration der Grafschaft Stolberg-Roßla zu verhindern, erreichte Graf Wilhelm mit Zustimmung der Hauptgläubiger, dass ihn der Kurfürst von Sachsen 1778 als „Administrator in vim sequestri der Grafschaft Stolberg samt Zubehörungen“ einsetzte. Er erhielt die Aufgabe, dass er „alles, was den wesentlichen Verfassungen der Grafschaft gemäß zu beobachten sei, ohne darüber besonders anzufragen, besorgen und anordnen solle“. Doch konnte Wilhelm die Sequestration nicht verhindern. Erst 1821 wurde die Sequestration für die stolbergischen Südharzgrafschaften durch ein Dekret des preußischen Oberlandesgerichts Naumburg aufgehoben. Wilhelm starb unverheiratet und kinderlos fünf Jahre später im Schloss Roßla. Erbe wurde August zu Stolberg-Roßla.